# John Dunmore
John Dunmore (6 de agosto de 1923 - 1 de maio de 2023) foi um proeminente acadêmico, historiador, autor, dramaturgo e editor neozelandês.

## Vida
Dunmore nasceu em Trouville-sur-Mer, França, viveu em Jersey sob a ocupação alemã durante a Segunda Guerra Mundial, e depois na Inglaterra, onde ele recebeu um BA da Universidade de Londres. Ele emigrou para a Nova Zelândia em 1950. Completou um doutorado sob a orientação do historiador J. C. Beaglehole na Victoria University de Wellington, em 1962, ao estudar a contribuição francesa para a exploração do Oceano Pacífico, no século XVIII. Ele foi professor de francês, Chefe do Departamento de Línguas Modernas e de Ciências Humanas da Universidade de Massey, da qual se aposentou em 1985.

## Livros
Esta lista de livros de Dunmore é representativa, mas não completa. Ele também escreveu muitos artigos, capítulos de livros, resenhas, peças de teatro e outros itens. Uma lista de seus escritos acadêmicos até 2005 está incluída em Pacific Journeys, pp. 15–19.

### Biografias
- Dunmore, John (2006). Wild cards: eccentric characters from New Zealand's past. Auckland, New Zealand: New Holland Publishers. ISBN 1-86966-132-X
- Dunmore, John (2002). Mounsieur Baret: First woman around the world 1766–68. Auckland, New Zealand: Heritage Press. ISBN 0-908708-54-8
- Dunmore, John (2006). Where Fate Beckons: The life of Jean-François de la Pérouse. Auckland, New Zealand: Exisle. ISBN 0-908988-53-2 Published also by ABC Books, Sydney, Australia.
- Dunmore, John (2005). Storms and Dreams. Louis de Bougainville: soldier, explorer, statesman. Auckland, New Zealand: Exisle. ISBN 0-908988-57-5 Published also by ABC Books, Sydney, Australia & University of Alaska Press, 2007, ISBN 9781602230002
- Dunmore, John (1985). Pacific Explorer: The life of Jean-François de la Pérouse, 1741–1788. Annapolis, MD: Naval Institute Press. ISBN 0-87021-519-1
- Dunmore, John; Touchard, M-C (1986). La Pérouse : explorateur du Pacifique (em francês). Paris: Payot. ISBN 2-228-14060-0 Translation of Pacific Explorer.
- Dunmore, John (1972). Norman Kirk: A Portrait. Palmerston North, New Zealand: New Zealand Books
- Dunmore, John (1969). The fateful voyage of the St. Jean Baptiste: a true account of M. de Surville's expedition to New Zealand & the unknown South Seas in the years 1769–70. Christchurch, New Zealand: Pegasus

### Diários de exploradores traduzidos e editados
- Dunmore, John (2002). The Pacific journal of Louis-Antoine de Bougainville, 1767–1768. London: Hakluyt Society. ISBN 0-904180-78-6
- Dunmore, John (1994). The journal of Jean-François de Galaup de la Pérouse, 1785–1788, vol. 1. London: Hakluyt Society. ISBN 0-904180-38-7
- Dunmore, John (1995). The journal of Jean-François de Galaup de la Pérouse, 1785–1788, vol. 2. London: Hakluyt Society. ISBN 0-904180-38-7
- Dunmore, John (1981). The expedition of the St. Jean-Baptiste to the Pacific, 1769–1770: from journals of Jean de Surville and Guillaume Labé. London: Hakluyt Society. ISBN 0-904180-11-5

### Outras obras históricas
- Dunmore, John (2001). Playwrights in New Zealand: A short history of the Playwrights Association of New Zealand. Auckland, New Zealand: Heritage Press. ISBN 978-0-908708-51-2
- Dunmore, John (2000). Chronology of Pacific History. Auckland, New Zealand: Heritage Press. ISBN 978-0-908708-49-9
- Dunmore, John (1997). Visions & realities: France in the Pacific, 1695–1995. Waikanae, New Zealand: Heritage Press. ISBN 978-0-908708-41-3
- Dunmore, John (1991). Who's who in Pacific navigation. Honolulu: University of Hawaii Press. ISBN 978-0-8248-1350-5
- Dunmore, John (1991). Around the shining waters: a history of Featherston County Council. Waikanae, New Zealand: Heritage Press. ISBN 978-0-908708-22-2
- Dunmore, John; Maurice de Brossard (1985). Le Voyage de Lapérouse (2 volumes) (em francês). Paris: Imprimerie nationale. ISBN 978-2-11-080857-8
- Dunmore, John (1965). French explorers in the Pacific. Vol 1: The eighteenth century. Oxford: Clarendon Press
- Dunmore, John (1969). French explorers in the Pacific. Vol 2: The nineteenth century. Oxford: Clarendon Press. ISBN 978-0-19-821540-0

### Ficção
"Jason Calder" é um pseudônimo de John Dunmore.
- Calder, Jason (1981). Target Margaret Thatcher. London: Hale. ISBN 0-7091-9272-X
- Calder, Jason (1978). The O'Rourke affair. Palmerston North, New Zealand: Dunmore Press
- Calder, Jason (1977). A wreath for the Springboks. Palmerston North, New Zealand: Dunmore Press. ISBN 0-908564-04-X
- Calder, Jason (1976). The man who shot Rob Muldoon. Palmerston North, New Zealand: Dunmore Press. ISBN 0-908564-10-4
- Dunmore, John (1971). Meurtre à Tahiti (Murder in Tahiti) (em francês). Auckland, New Zealand: Longman Paul. ISBN 0-582-68761-6
- Dunmore, John (1964). Le mystère d'Omboula (The mystery of Omboula) (em francês). Hamilton, New Zealand: Paul's Book Arcade

### Outras
- Dunmore, John (2006). Mrs Cook's book of recipes for mariners in distant seas. Auckland, New Zealand: Exisle. ISBN 0-908988-64-8 Também publicado pela Australian National Maritime Museum.
- Dunmore, John (2006). La Peyrouse dans l'Isle de Tahiti (La Pérouse in the island of Tahiti) (em francês). Anonymous (1806). London: Modern Humanities Research Association. ISBN 0-947623-72-8
- Dunmore, John (1998). I remember tomorrow: an autobiography. Waikanae, New Zealand: Heritage Press. ISBN 0-908708-44-0
- Dunmore, John (1993). The playwright's workbook: A practical manual to help you craft a better play. Waikanae, New Zealand: Heritage Press. ISBN 0-908708-30-0
- Dunmore, John (1973). An Anthology of French Scientific Prose (em francês e inglês). London: Hutchinson Educational. ISBN 0-09-112331-3
- Dunmore, John (1968). Success at university: a practical guide. Christchurch, New Zealand: Whitcombe and Tombs